# Okręty podwodne typu Gustave Zédé
Okręty podwodne typu Gustave Zédé – francuskie oceaniczne okręty podwodne z czasów I wojny światowej i okresu międzywojennego. W latach 1911–1916 w stoczni Arsenal de Cherbourg zbudowano dwie jednostki tego typu, różniące się rodzajem zastosowanego napędu. Okręty służyły w Marine nationale do połowy lat 30. XX wieku.

## Projekt i budowa
Oba okręty typu Gustave Zédé zamówione zostały na podstawie programu rozbudowy floty francuskiej z 1909 roku. Zaprojektował je inż. Jean Simonot. Pierwszą jednostkę („Gustave Zédé”) wyposażono eksperymentalnie w napęd parowy; bliźniacza „Néréïde” otrzymała silniki Diesla.
Okręty typu Gustave Zédé zbudowane zostały w Arsenale w Cherbourgu. Stępki jednostek położono w 1911 roku, a wodowane zostały w latach 1913–1914. „Gustave Zédé” otrzymał nazwę na cześć wybitnego francuskiego konstruktora okrętów podwodnych, inż. Gustave’a Zédé (1825-1891), natomiast nazwa bliźniaczej jednostki „Néréïde” nawiązywała do mitologicznych greckich nimf morskich – nereid.
| Okręt                | Stocznia             | Początek budowy | Wodowanie    | Ukończenie budowy |
| -------------------- | -------------------- | --------------- | ------------ | ----------------- |
| „Gustave Zédé” (Q92) | Arsenal de Cherbourg | luty 1911       | 20 maja 1913 | październik 1914  |
| „Néréïde” (Q93)      | Arsenal de Cherbourg | lipiec 1911     | 9 maja 1914  | styczeń 1916      |

## Dane taktyczno–techniczne
Jednostki typu Gustave Zédé były dużymi, oceanicznymi okrętami podwodnymi. Długość całkowita wynosiła 74 metry, szerokość 6 metrów i zanurzenie 3,74 metra. Wyporność w położeniu nawodnym wynosiła 849 ton („Néréïde” 820 t), a w zanurzeniu 1098 ton („Néréïde” 1047 t). „Gustave Zédé” napędzany był na powierzchni przez dwie 3-cylindrowe maszyny parowe potrójnego rozprężania systemu Delaunay-Belleville o łącznej mocy 3500 koni mechanicznych (KM), do których parę dostarczały dwa trójwalczakowe kotły wodnorurkowe du Temple, natomiast „Néréïde” posiadał dwa 8-cylindrowe, dwusuwowe silniki Diesla Schneider-Carels o łącznej mocy 2400 koni mechanicznych (KM). Napęd podwodny, identyczny w obu okrętach, stanowiły dwa silniki elektryczne Schneider-Carels o łącznej mocy 1640 KM. Dwuśrubowy układ napędowy zapewniał prędkość 17,3 – 17,5 węzła na powierzchni i 11,5 węzła w zanurzeniu („Néréïde” 10,5 w.). Zasięg wynosił 1400 Mm przy prędkości 10 węzłów w położeniu nawodnym oraz 135 Mm przy prędkości 5 węzłów pod wodą („Gustave Zédé”) i 1550 Mm przy prędkości 16 węzłów (3120 Mm przy 10 węzłach) w położeniu nawodnym oraz 90 Mm przy prędkości 4 węzłów pod wodą („Néréïde”). Dopuszczalna głębokość zanurzenia wynosiła 50 metrów.
Okręty wyposażone były w osiem wyrzutni torped kalibru 450 mm (dwie wewnętrzne na dziobie, cztery zewnętrzne na pokładzie i dwie zewnętrzne na rufie), z łącznym zapasem 10 torped oraz dwa pokładowe działa: kal. 75 mm i kal. 47 mm. Załoga jednego okrętu składała się z 47 oficerów, podoficerów i marynarzy.

## Przebieg służby
Okręty typu Gustave Zédé zostały wcielone do służby w Marine nationale w latach 1914–1916. Otrzymały numery taktyczne Q92 i Q93.
„Gustave Zédé” podczas I wojny światowej operował na Adriatyku, zaś „Néréïde” na Atlantyku. 24 sierpnia 1916 roku podczas jednego z patroli na „Gustave Zédé” nastąpiła eksplozja baterii akumulatorów, w wyniku której okręt zatonął ze stratą czterech spośród 40 członków załogi. Później jednostka została podniesiona i po remoncie powróciła do służby.
W latach 1921–1922 oba okręty poddano modernizacji: m.in. otrzymały nowe kioski i mostki. Dodatkowo na „Gustave Zédé” zamiast maszyn parowych zamontowano silniki Diesla MAN o mocy 1200 KM każdy, pochodzące z ex-niemieckiego U-Boota SM U-165 (prędkość na powierzchni spadła do 15 węzłów), zaś dwa zbiorniki balastowe przekształcono na zbiorniki paliwa. Na „Néréïde” wymieniono też peryskop, a także zmieniono dwie zewnętrzne wyrzutnie torped na obrotowe.
Po remoncie okręty pełniły służbę na Atlantyku do odpowiednio 1937 i 1935 roku, kiedy skreślono je z listy floty.